# Cmentarz żydowski w Szczercowie
Cmentarz żydowski w Szczercowie – znajduje się na tzw. Górze Junga, data jego powstania pozostaje nieznana. Uległ znacznej dewastacji (m.in. urządzono na jego terenie kopalnię piasku), skutkiem czego do naszych czasów zachowały się jedynie 4 nagrobki.